# Brevbomberna i USA 2018

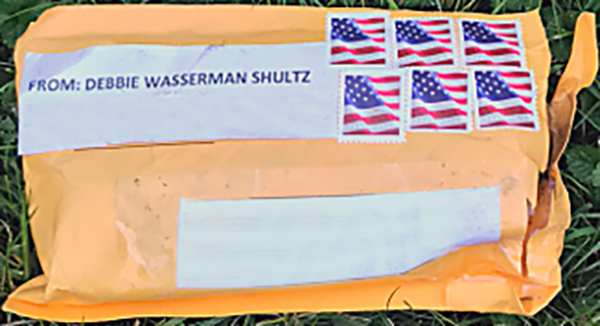
Bild släppt av FBI på ett av paketen som visat sig vara en brevbomb.

Brevbomberna i USA 2018 upptäcktes den 22 oktober 2018 då miljardären George Soros mottog en sprängladdning i posten. Den 24 oktober inkom flera larm om misstänkta brevbomber som skickats till välkända personer i USA, däribland de tidigare presidenterna Bill Clinton och Barack Obama. Under torsdagen den 25 oktober inkom ytterligare larm om misstänkta sprängladdningar. Sammanlagt identifierades 14 föremål som bedömdes vara bomber. Polisen och FBI misstänkte att paketen är skickade av samma person och att det rörde sig om rörbomber. FBI tillsatte en terrorutredning och meddelade att det fanns en risk att fler bomber fortfarande var på väg. Samtliga brevbomber identifierades innan de öppnades och ingen kom skadats.
Gemensamt för alla mottagarna var att de hade uttalat sig kritiskt mot den sittande presidenten Donald Trump och att de hade kopplingar till Demokratiska partiet.
Fredagen den 26 oktober grep amerikansk polis en misstänkt i Florida. Mannen, Cesar Sayoc, har ett kriminellt förflutet och hans DNA och fingeravtryck hittades på minst ett av paketen. Den 5 augusti 2019 dömdes han till 20 års fängelse.

## Mottagare av brevbomber
- George Soros, miljardär och finansman som mottog en brevbomb redan 22 oktober.[1][2]
- Bill och Hillary Clinton, tidigare president respektive presidentkandidat, mottog en brevbomb 24 oktober.[1][2]
- Barack Obama, tidigare president, mottog en brevbomb 24 oktober.[1][2]
- John Brennan och CNN, tidigare CIA-chef, mottog en brevbomb 24 oktober som skickats till care of-adress hos mediejätten CNN.[1][2]
- Eric Holder, tidigare justitieminister, stod som mottagare av en brevbomb som upptäcktes 24 oktober.[1][2]
- Maxine Waters, ledamot av USA:s representanthus, stod som mottagare till två paket med brevbomber som upptäcktes 24 oktober.[1][2]
- Robert De Niro, skådespelare, var adressat på ett paket som skickades 25 oktober adresserat till hans restaurang.[1][2]
- Joe Biden, tidigare vice-president, fick två paket med brevbomber adresserade till sig, vilka upptäcktes 25 oktober.[1][2]
- James Clapper, tidigare underrättelsechef, var adressat på ett paket som upptäcktes 26 oktober.[1][2]
- Cory Booker, senator, var adressat på ett paket som upptäcktes 26 oktober.[1][2]
- Kamala Harris, senator, stod som mottagare på ett misstänkt paket som upptäcktes 26 oktober.[4]
- Tom Steyer, miljardär, stod som mottagare på två misstänkta paket som upptäcktes 26 oktober respektive 1 november.[4]
- CNN:s högkvarter stod som mottagare på ett paket som upptäcktes 29 oktober.
- På flera av paketen stod kongressledamoten Debbie Wasserman Schultz som avsändare.[1]